# Старі Пічингуші
Старі Пічингу́ші (рос. Старые Пичиньгуши, ерз. Сире Пиченьгуж) — село у складі Єльниківського району Мордовії, Росія. Входить до складу Єльниківського сільського поселення.
Населення — 146 осіб (2010; 193 у 2002).
Національний склад (станом на 2002 рік):
- мордва — 95 %

В селі народився Герой Радянського Союзу Якушкін Георгій Трохимович (1923-1944).